# Jalape
Jalape (Ipomoea purga, Syn.: Exogonium purga, Convolvulus purga, wegen ihrer abführenden Wirkung auch mexikanische Purgierwinde zur Unterscheidung von Convolvulus scammonia, der orientalischen Purgierwinde) ist eine Pflanzenart aus der Gattung der Prunkwinden (Ipomoea) aus der Familie der Windengewächse (Convolvulaceae).

## Beschreibung
Die Jalape ist eine ausdauernde, kletternde und krautige Pflanze. Die 5 bis 11 cm langen, wechselständigen, kahlen, gestielten Laubblätter sind herzförmig, dünn und häutig. Die Blattspreite ist nach vorne spitz oder seltener zugespitzt, der Blattrand ist ganz. Die Nebenblätter fehlen.
Die im Dezember blühenden, gestielten, fünfzähligen Blüten mit doppelter Blütenhülle stehen einzeln oder zu dritt, zymös. Die unbehaarten Kelchblätter sind ungleich lang, erreichen 4 bis 9 mm Länge, ihre Form ist eiförmig, nach vorn abgestumpft oder spitz. Die Krone ist rot-violett bis rosa-violett gefärbt, die schlanke, leicht trichterförmige, oben verengte Kronröhre wird bis zu 7 bis 8 cm lang, der Kronsaum ist radförmig ausgebreitet. Die 5 langen Staubblätter stehen am Schlund etwas vor, 2 sind etwas kürzer. Der zweikammerige Fruchtknoten ist oberständig mit einem langen schlanken Griffel. Es ist ein Diskus ausgebildet.
Die Chromosomenzahl beträgt 2n = 30.

## Verbreitung
Die Art kommt vom südlichen Mexiko bis Panama vor.

## Verwendung
Früher wurden die getrockneten Jalapewurzelknollen beziehungsweise das aus ihnen extrahierte Harz (Jalapenharz) als stark, drastisch wirkende Abführmittel verwendet. Aufgrund der beträchtlichen Nebenwirkungen, wie z. B. krampfartige Schmerzen, wird die Anwendung heute nicht mehr empfohlen. Der Pharmakologe Paul Trendelenburg schrieb 1926: Die drastisch wirkenden Abführmittel „sind hauptsächlich während des 17. und 18. Jahrhunderts, als man an die heilende Wirkung starker Purgierungen völlig übertriebene Erwartungen knüpfte und nicht davor zurückschreckte, auch metallische Gifte wie die Stibiate zur dratischen Entleerung des Darmes zu verwenden, viel in Gebrauch gewesen. ... Die Japapenwurzel kam um 1620 aus Mexiko nach Europa. ... Nach hohen Dosen tritt schwerste blutige Gastroenteritis auf, die ... den Tod herbeiführen kann.“ Auch in der Homöopathie wurde das Harz verwendet.

## Systematik
Innerhalb der Gattung der Prunkwinden (Ipomoea) wird die Art in die Sektion Exogonium der Untergattung Quamoclit eingeordnet.